# Túnel de Roki

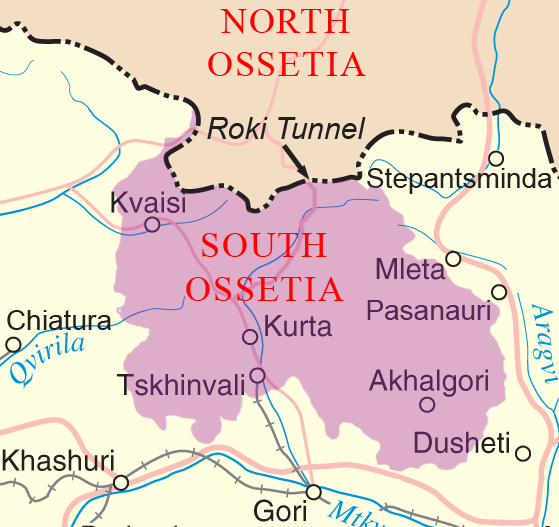
Mapa de Osetia del Sur mostrando la situación del Túnel de Roki.

El túnel de Roki (en ruso: Рокский туннель; en osetio: Ручъы тъунел; en georgiano: როკის გვირაბი; y también conocido como túnel Roksky) está situado en la frontera internacional que separa Georgia y Rusia, uniendo a la república rusa de Osetia del Norte de la república de facto independiente de Osetia del Sur. Se trata de un túnel de 3730 metros de longitud con un carril por sentido perteneciente a la carretera transcaucásica, que atraviesa un tramo de alta montaña, alcanzando altitudes cercanas a los 2000 metros.
El túnel, iniciado en la década de los 60 y completado en 1984 por las autoridades soviéticas, es el principal paso de montaña entre Osetia del Sur y Rusia. Por las características climáticas del Cáucaso, la ruta sólo está abierta durante el verano. 

## Importancia militar
En el largo conflicto entre Osetia del Sur y Georgia, especialmente durante la guerra civil y la guerra de 2008, el Túnel de Roki ha jugado un papel significativo como paso de suministros y refuerzos a la república separatista. Además, las autoridades surosetias aplican un peaje que ayuda a mejorar la situación de su erario.
Su carácter estratégico hizo que Georgia intentara destruirlo sin éxito en 1991 para frenar la ofensiva surosetia apoyada por Rusia. Posteriormente, el gobierno de Georgia respaldado por el estadounidense, pidió en varias ocasiones que la parte de túnel de iure perteneciente a su país fuese custodiada por observadores internacionales, en vez de las fuerzas separatistas surosetias y soldados de paz rusos que lo vigilan desde 1993. En junio de 2006 el paso de Kazbegi-Verjni Lars, en la carretera militar georgiana, fue bloqueado por fuerzas rusas, quedando el túnel de Roki como la única ruta abierta entre los dos países. Durante la Guerra de Osetia del Sur de 2008, el ejército georgiano se marcó como última meta en su ofensiva de los días 7 y 8 de agosto la toma de la boca sur para frenar un posible contraataque ruso. El avance georgiano se detuvo en las cercanías de Tsjinval y desde la tarde del 8 hasta el final de la guerra varios centenares de soldados rusos apoyados por blindados cruzaron el túnel para luchar contra Georgia.